# فرح حشاد
فرح حشاد ، من مواليد 12 يوليو 1975 بتونس، هي محامية وومناضلة تونسية .

## الطفولة والأسرة
فرح حاشد هي الابنة الكبرى للرجل السياسي والدبلوماسي نور الدين حاشد وأنيسة الماطري، مؤسس ورئيسة إحدى الجامعات الخاصة والناشطة النسائية في السبعينيات، وهي حفيدة شخصيتين مهمتين في الاستقلال التونسي: فرحات حشاد، مؤسس الاتحاد العام التونسي للشغل، ومحمود الماطري، المؤسس المشارك والرئيس الأول للحزب  الدستوري الجديد.
عائلته من الاب تنحدر من جزر قرقنة وكان اجدادها من الصيادين ذوي الأصول البربرية واليمنية وتنتمي أسرتها من الأم، من جانبها، إلى البرجوازية التونسية ولديها أصول متنوعة: اليونانية - التركية من قبل جده ومن شبه الجزيرة العربية وسوريا والقوقاز وإنجلترا من قبل جدته.
بسبب مهنة والده، عاشت عائلة فرح حاشد في بلدان مختلفة: بلجيكا من 1981 إلى 1984 ، الجزائر من 1984 إلى 1985 ، تونس من 1985 إلى 1987 ، سويسرا في 1987. في عام 1988 ، عادت إلى تونس وبقيت هناك حتى عام 1993.

## دراسات
تحصلت فرح حشاد على شهادة البكالوريا شعبة العلوم في سنة 1993 في مدرسة بيير مندي فرانس الثانوية في بتونس. ثم درست القانون في جامعة بانثيون أساس بباريس حيث تحصلت على دبلوم الدراسات المعمقة (DEA) في القانون العام سنة 2001 ، مع اختصاص الحريات الأساسية؛ أطروحتها كانت بعنوان الحقوق والحريات تحت الحماية: التجربة التونسية.
سنة 2002، ترسمت لشهادة الدكتوراه في القانون في نفس الجامعة وبدأت أطروحة بعنوان مصادر الحقوق والحريات السياسية في تونس. لكنها قررت سنة 2006 عدم مواصلة أطروحتها.
في سنة 2011، تم اختيارها لمنحة القيادة للمواطنين الأفارقة وفي سنة 2012، تحصلت على ماجستير تنفيذي في قانون الأعمال من جامعة نورث وسترن  شيكاغو (5) وشهادة في إدارة الأعمال من معهد إمبريسو اسبانيا.
في سنة 2016، كانت مدققة في الدورة الأورومتوسطية الدولية العاشرة لمعهد الدراسات العيا للدفاع الوطني.

## قبل ثورة 2011

### الخبراتالجمعيتيةالأولى وداخل المنظمات الدولية
منذ التسعينيات، انخرطت فرح حاشد في الحياة الجمعيتية. مع مجموعة من الأصدقاء، من بينهم اسكندر بوعصيدة وهيكل قيزة (مؤسسو المجموعة الموسيقية نيشيز) ونزار بركات وزهرة باللامين، لتنظيم حلقة نقاش حول مواضيع سياسية، وخاصة السياسة التونسية وفي نهاية التسعينيات، أنشأت المجموعة موقعًا إلكترونيًا للتعبير من خلال التحاليل عن  الوضع في تونس وفي سنة 1999، تطوعت فرح حاشد مع جمعية الوقاية من أجل مواطنة أفضل للشباب. شاركت في ميدان التواصل الجمعياتي وفي «مدرسة المواطنين» التي تم إنشاؤها داخلها؛ وتقوم بالتدريب للوساطة الاجتماعية للشباب من احياء في ضواحي باريس بدون ديبلوم مؤهل كجزء من مبادرة «الإخوة الكبار» في مجال النقل العام وفي الفترة 2000 - 2001 ، عملت كمتطوعة في فريق المعلومات والدعم للمهاجرين (GISTI). يوفر المساعدة القانونية للأجانب الذين يعيشون في فرنسا، وخاصة في مسائل اللجوء ولم شمل الأسرة.
في سنة 2002، عملت في مشروع القصر المنفصلين عن عائلتهم بأوروبا داخل مكتب المفوضية السامية للأمم المتحدة لشؤون اللاجئين في لندن.
في عام 2004 ، وبينما كانت تجري بحثًا في تونس كجزء من الدكتوراه، عملت فرح حاشد كمتحدة مستقلة في مجلة Réalités ومتابعة أنشطة الجمعيات التونسية المناضلة واعدت عدة محاضر تخص  المؤتمرات التي تنظمها الجمعيات مثلل منظمة العفو الدولية والجمعية التونسية للنساء الديمقراطيات وجمعية النساء التونسيات للبحث والتطوير، وتدعم مجموعة من الجمعيات التونسية في المغرب لتعزيز "نداء بعنوان Les Chantiers de l'Egalite au Maghreb.
في عامي 2005 و2006 ، مثلت الجامعة العربية في المجلس التنفيذي لمنظمة الأمم المتحدة للتربية والعلم والثقافة. بالإضافة إلى ذلك وفي سنة 2005، انضمت إلى انضمت إلى نادي القرن الحادي والعشرين الذي يهدف إلى شرح واقع التنوع في فرنسا، وتغيير المفاهيم والسماح للأشخاص من خلفيات متنوعة من الاستفادة من الفرص المساوات الحقيقية وفي هذا السياق، ناضلت في المجموعة المسؤولة عن هيكلة النادي  ثم في مشروع عن تاريخ الهجرة والمهاجرين.

### التعليم الجامعي
بداية من سنة 2000 ، قامت فرح حاشد بتدريس العديد من مواد القانون العام في العديد من المؤسسات الجامعية، جامعات بانثيون-أساس، ثم جامعة بانثون-سوربون في باريس، وكذلك المدرسة الوطنية للإدارة في تونس؛ كما أنها تدرس قانون الأعمال في كلية البحر المتوسط للأعمال في 2014 بتونس.

### محامي أعمال
في سنة 2006، انظمت فرح حاشد إلى عمادة المحامين بتونس اتخذت مسار القطاع الخاص. بعد خبرة في مكاتب محامين ثم في مجموعة كبيرة بدبي، عادت إلى تونس في نوفمبر 2009  ، وأصبح المدير القانوني لمجموعة Africinvest، وهو صندوق استثماري مقره في تونس والعمل على القارة الأفريقية. وفي سنة 2012، نظرًا لأنشطتها في المجتمع المدني التونسي، فضلت فرح حاشد تكوين مكتبها الخاص للاستشارات القانونية الخاصة حشاد وشركائها.

## نقطة تحول 2011 ومخبر الديمقراطية
في سنة 2011 ، مع الثورة التونسية في عام 2011 ، أسست فرح حاشد مركز الفكر «مخبر الديمقراطية» في تونس، وهي جمعية علمية غير ربحية ترأسها. يطالب مركز الفكر بمبادئ الإعلان العالمي لحقوق الإنسان ويهدف إلى «المساهمة في تأسيس وتوطيد ديمقراطية مبتكرة وحية».

### أشغال في اصلاح قطاع الأمن والعدالة الانتقالية
ضمن مخبر الديمقراطية، أطلقت حشاد مشروع «الشرطة السياسية» في ربيع 2011، بعد سقوط نظام زين العابدين بن علي، بهدف إثارة النقاش، وبدء البحث حول هذا الموضوع، واقتراح الإصلاحات وإنشاء منصة على الإنترنت.
وهكذا، بين سنتي 2011 و 2014، قادت فرح حشاد تنظيم فعاليات التوعية وورشات العمل ورحلات دراسية الي ألمانيا وبولونيا حول مواضيع الأرشيف الأمنية للديكتاتورية وضرورة  التعامل معها، وحول العدالة الانتقالية والمساءلة، خصوصا مع مهرجان الذاكرة الأول في تونس، وحول الشفافية وحماية البيانات الشخصية، والإطار القانوني الذي يحكم ملفات الشرطة واصلاح مصالح الأمن والمخابرات. نشرت مقالات وتدخلت في العديد من المؤتمرات حول هذه المواضيع، وكذلك في وسائل الإعلام، وأطلقت إنتاج من قبل مخبر الديمقراطية لفيلم وثائقي، «الذاكرة في خطر» حول أساليب مراقبة الشرطة. السياسة بتونس.
و جد مشروع «الشرطة السياسية» وأنشطة مخبر الديمقراطية ورئيسته صدى في الإعلام التونسي والأجنبي. في ربيع عام 2012 ، تستشهد مجلة جون أفريك بفرح حاشد من بين خمسين شخصًا يصنعون تونس الجديدة.
بداية من سنة 2013، شاركت في فريق العمل المعني بالعدالة الانتقالية الذي أطلقته مفوضية الأمم المتحدة السامية لحقوق الإنسان.
في 29 يوليو من نفس العام، كانت ردة فعلها على اغتيال محمد براهمي من خلال عمود بعنوان «نريد الديمقراطية ونحن نستحقها»  حيث أكدت فيها الحاجة إلى إصلاح قطاع الأمن.
ي الخامس من ديسمبر بعد نشر الكتاب الأسود لرئيس منصف مرزوقي، ورفضت الذهاب إلى الاحتفال الرسمي اغتيال جدها ونشرت منتدى، الكتاب الأسود هو هدية مسمومة، للتعبير عن خيبة أملها. كان الكتاب الأسود آنذاك موضوع جدال كبير وتم التعليق على تصرف فرح حاشد في وسائل الإعلام.
في 13 ديسمبر، جمعت 36 جمعية من المجتمع المدني التونسي حول بيان صحفي مشترك  يحث صانعي القرار السياسي على الشروع في عملية بهدف وضع إطار قانوني دراسة أرشيف الديكتاتورية.
وفي سنة 2013، أطلقت مشروع كتاب شاركت في تأليفه مع وحيد الفرشيشي بعنوان "الثورة التونسية والتحديات الأمنية"  ، والناشرون هم "معهد أبحاث إصدارات المغرب العربي المعاصر" ومنشورات محمد علي". في نطاق تحريره، تعاملت مع تنظيم عديد المشاورات مع المجتمع المدني والأكاديميين من جهة وممثلي الإدارات العامة، بما في ذلك وزارة الداخلية ووزارة العدل، من ناحية أخرى سهم.
وفي شهر فيفري 2015 ، قدمت فرح حاشد كتاب «الثورة التونسية والتحديات الأمنية» لأول مرة، بحضور وزير العدل التونسي والعديد من الناشطين التاريخيين. في نوفمبر، أعد تقريرًا يحدد الاحتياجات لتكوين المنتخبين بمجلس نواب الشعب في الرقابة الديمقراطية لقطاع الأمن، وفي عام 2016، أطلق مرصد العدالة الانتقالية داخل مخبر الديموقراطية، التي تنشر العديد من تقارير المتابعة حول عملية العدالة الانتقالية في تونس خلال عام 2017.

### مجلة أرغوس
في جوان 2015، أطلقت المجلة الإلكترونية أرغوس. ومع ذلك، تم تعليق المراجعة في عام 2016 بسبب نقص الموارد.

### المواقفالدولية
في مارس 2011، دعيت لتناول فطور الصباح مع آلان جوبيه، نظمت من قبل المجتمع المدني العربي خلال مؤتمر بعنوان "الربيع العربي، ربيع المرأة؟" ". بعد خطاب الوزير حول الانتقال الديمقراطي والعدالة الانتقالية في العالم العربي، تناشده في افتتاح المحفوظات المتعلقة باغتيال جده، موضحة أن التونسيين ينتظرون من فرنسا أنها تحقق العدالة الانتقالية من الحقبة الاستعمارية.
في 4 مارس 2014 ، دعيت إلى لقاء رئيس المجلس الإيطالي، ماتيو رينزي، خلال زيارته إلى تونس، مع أربعة أعضاء آخرين من المجتمع المدني التونسي، واستغلت هذا اللقاء للإصرار على «فكرة أنه لا يجب أن تعرقل المخاوف الأمنية الأوروبية المسار الديمقراطي بتونس». في 8 سبتمبر، دعيت إلى لقاء رئيس الوزراء الفرنسي، مانويل فالس، أثناء زيارته إلى تونس، خلال مأدبة غداء نظمت مع عشرات الشخصيات من المجتمع المدني التونسي. وخلال هذا اللقاء تطرقت إلى بعض النقاط المتعلقة بالانتقال الديموقراطي التونسي وكذلك إلى القضية الفلسطينية وتطلعات التونسيين فيما يتعلق بالدور الذي يمكن أن تلعبه فرنسا.

## اللجنة التوجيهية لإصلاح قطاع الأمن
في نوفمبر 2018، تم تعيين فرح حاشد من قبل رئيس الحكومة التونسية كعضو في اللجنة التوجيهية لبرنامج دعم إصلاح وتحديث القطاع الأمني، كممثل للمجتمع المدني وتم وضع برنامج في إطار التعاون بين الدولة التونسية والاتحاد الأوروبي. انعقد الاجتماع الأول في فيفري 2019.

## جامعة محمود الماطري
في أكتوبر 2016، التحقت فرح حاشد بجامعة محمود الماطري الخاصة، والتي طورتها على الصعيدين الوطني والدولي.

## المنشورات

### كتاب
- فرح حشاد، وحيد الفرشيشي، هناء بن عبدة، خنسا بن ترجم وخالد الماجري، الثورة التونسية والتحديات الأمنية، تونس، معهد بحوث المغرب العربي المعاصر / إصدارات محمد علي، 2014 (ISBN 978-9-973-33433-6).

### مقالات
- «العلمانية: مبدأ على أجندة الجمهورية التونسية الثانية؟»، Confluences Méditerranée, رقم 77، فيفري 2011، ص. 29-36 (ISSN 1148-2664).
- «تحديات التشريعات المتعلقة بالوصول إلى الارشيف: مسألة سرية الدولة»، الارشيف والحق في المعرفة (أعمال يوم الدراسة التي نظمتها اليونسكو والارشيف الوطنية في تونس)، 10 ديسمبر 2012، ص. 40-44 .
- «الإنترنت كأداة للاستراتيجية السياسية في تونس ما بعد الثورة»، في الثورات الإلكترونية والثورات، فيلنوف داسك، Presses Universitaires du Septentrion ، coll. «المساحات السياسية»، 2016 (ISBN 978-2-757-41789-8)، ص. 159-175 .

### منتديات
- «نريد الديمقراطية ونحن نستحقها»، على mag14.com ، 29 يوليو 2013 (تم الوصول إليه في 5 يناير 2020).
- «الكتاب الأسود هدية مسمومة»، على mag14.com ، 5 ديسمبر 2013 (تم الوصول إليه في 5 يناير 2020).
- «في تونس، يتجاهل حفارو العدالة الانتقالية ضحايا الديكتاتورية»، على موقع lemonde.fr ، 3 أبريل 2018 (تم الوصول إليه في 5 يناير 2020).